# (18613) 1998 DR
(18613) 1998 DR est un astéroïde de la ceinture principale d'astéroïdes découvert en 1998.

## Description
(18613) 1998 DR a été découvert le 19 février 1998 à l'observatoire Kleť, en République tchèque, en Bohême-du-Sud, par l'Observatoire Kleť.

### Caractéristiques orbitales
L'orbite de cet astéroïde est caractérisée par un demi-grand axe de 2,75 UA, un périhélie de 2,29 UA, une excentricité de 0,17 et une inclinaison de 6,28° par rapport à l'écliptique. Du fait de ces caractéristiques, à savoir un demi-grand axe compris entre 2 et 3,2 UA et un périhélie supérieur à 1,666 UA, il est classé, selon la JPL Small-Body Database, comme objet de la ceinture principale d'astéroïdes.

### Caractéristiques physiques
(18613) 1998 DR a une magnitude absolue (H) de 14,6 et un albédo estimé à 0,272.